# 沈廷耀
沈廷耀為中國清朝武官官員，本籍福建。1749年（乾隆14年）奉旨接任薛瑞擔任台灣鎮總兵。是台灣清治時期此期間，受台灣道制約的台灣地區最高軍事首長。
| 前任： 薛瑞 | 台灣鎮總兵 1749年上任 | 繼任： 李有用 |

| 前任： 林洛 | 台灣水師協副將 1748年上任 | 繼任： 官玉 |

| 前任： 官玉 | 台灣水師協副將 1751年上任 | 繼任： 张勇 |